# Juan Ramírez de Lucas
Juan Ramírez de Lucas (Albacete, 1917-Madrid, 20 de julio de 2010) fue un escritor y crítico de arte español. Fue pareja sentimental de Federico García Lorca y se le considera la inspiración para que el poeta granadino compusiera Sonetos del amor oscuro.

## Carrera
Durante muchos años fue crítico de arte de la revista Arquitectura de Madrid, de arquitectura del diario ABC y de la revista Arte y Cemento de Bilbao.

### Publicaciones
Sus libros sobre arquitectura publicados son seis, destacando:
- Jardín de Cactus de Lanzarote
- Premios de Europa Nostra para España
- Arte Popular obtuvo el galardón de libro mejor editado del año en 1976

### Premios
Ha obtenido premios del colegio de arquitectos de Madrid, de la Fundación de Basilia y la Bienal de Arquitectura de Sofía (Bulgaria). En 1986 el Consejo Superior de los Colegios de Arquitectos de España lo nombró colegiado de honor.

## Vida privada
A los 19 años fue pareja de Federico García Lorca, quien lo llamaba «el rubio de Albacete». Se considera que fue la inspiración para que el poeta granadino compusiera Sonetos del amor oscuro. A él está dirigida la última carta del poeta del 18 de julio de 1936, con quien pensó en algún momento en marcharse a México.

## Material biográfico
- Manuel Francisco Reina, Los amores oscuros, 2012, Temas de Hoy, España[11][12]